# Cantone di Soyaux
Il Cantone di Soyaux era una divisione amministrativa dell'arrondissement di Angoulême.
A seguito della riforma approvata con decreto del 20 febbraio 2014, che ha avuto attuazione dopo le elezioni dipartimentali del 2015, è stato soppresso.

## Composizione
Comprendeva i comuni di:
- Bouëx
- Dirac
- Garat
- Soyaux
- Vouzan